# 方禹之
方禹之（1931年2月6日—），男，汉族，江苏灌云人，中国电分析仪器专家，曾任华东师范大学教务长、教授。